# Maszewo
Maszewo (německy Massow) je město v Polsku v Západopomořanském vojvodství, v okrese Goleniów, ve stejnojmenné gmině, ležící jižně od jezera Maszewo. Město se rozkládá na ploše 5,54 km² a v roce 2016 zde žilo 3 377 obyvatel. Součástí města je také osada Urwite.

## Památky
- Farní kostel Panny Marie Čenstochovské, gotická stavba zbudovaná v 15. století s prvky typickými pro Západní Pomořansko
- Francouzská bašta, stavba v gotickém stylu z 15. století
- Budova radnice, její současná podoba pochází z let 1821–1827, stojí na místě pravděpodobně středověké předchozí stavby
- Památník padlým v 1. a 2. světové válce
- Židovský hřbitov, zlikvidovaný v roce 2017